# Potentilla kionaea
Potentilla kionaea är en rosväxtart som beskrevs av Halácsy. Potentilla kionaea ingår i Fingerörtssläktet som ingår i familjen rosväxter. Inga underarter finns listade i Catalogue of Life.